# Ерік ван дер Лейр
Ерік ван дер Лейр (нід. Eric van der Luer, нар. 16 серпня 1965, Маастрихт) — нідерландський футболіст, що грав на позиції півзахисника. По завершенні ігрової кар'єри — тренер.
Виступав, зокрема, за клуб «Рода», а також національну збірну Нідерландів.
Дворазовий володар Кубка Нідерландів. 

## Клубна кар'єра
Народився 16 серпня 1965 року в місті Маастрихт. Вихованець футбольної школи місцевого клубу МВВ. Дорослу футбольну кар'єру розпочав 1982 року в основній команді того ж клубу, в якій провів п'ять сезонів, взявши участь у 92 матчах чемпіонату. 
Протягом 1987—1988 років захищав кольори команди клубу «Ассент».
Своєю грою за останню команду привернув увагу представників тренерського штабу «Роди» (Керкраде), до складу якої приєднався 1988 року. Відіграв за команду з Керкраде наступні чотирнадцять сезонів своєї ігрової кар'єри. Більшість часу, проведеного у складі «Роди», був основним гравцем команди.
Завершив професійну ігрову кар'єру в Німеччині, у клубі «Алеманія» (Аахен), за команду якого виступав протягом 2002—2004 років.

## Виступи за збірну
1995 року провів два офіційні матчі у складі національної збірної Нідерландів.

## Кар'єра тренера
Розпочав тренерську кар'єру, повернувшись до футболу після невеликої перерви, 2012 року, очоливши тренерський штаб німецького клубу «Юрдінген 05», де пропрацював два роки. Наразі досвід тренерської роботи обмежується цим клубом.

## Титули і досягнення
- Володар Кубка Нідерландів (2):

«Рода»: 1996-1997, 1999-2000